# ایمونولوژی سلولی و مولکولی
ایمونولوژی سلولی و مولکولی کتابی از الف. عباس، کف. لیچ من و اچ. پوبر با ترجمهٔ رضا فرید حسینی، حسن برادران، عبدالرحیم رضایی است که در سال ۱۳۷۵ منتشر و در مراسم کتاب سال جمهوری اسلامی ایران به‌عنوان کتاب برگزیده معرفی شد.